# Каплан (медицинский центр)
Каплан (ивр. מרכז רפואי קפלן‎) — израильская больница, принадлежащая больничной кассе «Клалит», расположенная в городе Реховот. Основана в 1953 году.

## Общая информация
Больница «Каплан» была названа в честь Элиэзера Каплана, одного из лидеров рабочего движения и первого министра финансов Государства Израиль. Больница имеет более пятисот коек и обслуживает в основном жителей южной прибрежной равнины. 

## История
Краеугольный камень больницы был заложен в июне 1950 года. Согласно архитектурному плану Зеева Рехтера, в больницу были включены 11 строений: пять лечебных отделений (родильное, хирургическое, два внутренних и детское) и ещё шесть хозяйственных отделений (управления, сортировки, кухни и обслуживания). В план также были включены отдельные здания для сестринской и школы для персонала. Больница была призвана обслуживать весь южный регион Израиля. В июле 1950 года было вынесено судебное постановление о принудительном прекращении работы больницы, которая была начата без получения разрешения от Министерства здравоохранения, но строительные работы продолжались.